# Actinauge abyssorum
Actinauge abyssorum is een zeeanemonensoort uit de familie Hormathiidae.
Actinauge abyssorum is voor het eerst wetenschappelijk beschreven door Gravier in 1918.